# Vendôme cendré
Le Vendôme cendré était un fromage français entouré de cendres de sarments de vigne du Val de Loire.